# Sukhodolskoje
Sukhodolskoje (russisk: Суходольское озеро, tr. Sukhodolskoje ozero; finsk: Suvanto) er en 30 km lang sø på det Karelske næs i Priozerskij rajon i Leningrad oblast i Rusland. Søen er en del af Vuoksiflodens afvandingsområde, og udgør den sydlige arm, som har udløb i Burnajafloden.
Oprindelig løb vandet fra Sukhodolskoje stille ud i Vuoksi gennem et vandløb ved Kiviniemi; men i 1818 blev kanalen, der var gravet for at aflede højvandet om foråret til Burnajafloden, oversvømmet og afvandede Sukhodolskoje og sænkede søens vandspejl med 7 meter. Vandløbet ved Kiviniemi tørrede ud. I 1857 blev der gravet en ny kanel, men strømmen skiftede retning, afdækkede strømfald, der gjorde sejlads ved Kiviniemi umulig. Siden 1857 har Sukhodolskoje-søen og Burnajafloden udgjort den sydlige arm af Vuoksifloden, og har sænket niveauet på den oprindelige nordlige arm, der flyder gennem Priozersk med 4 m.